# درک کورنیلیس
درک کورنیلیس (انگلیسی: Derek Cornelius؛ زادهٔ ۲۵ نوامبر ۱۹۹۷) بازیکن فوتبال اهل کانادا است.
از باشگاه‌هایی که در آن بازی کرده‌است می‌توان به باشگاه فوتبال ونکوور وایتکپس اشاره کرد.
وی همچنین در تیم‌های ملی پایه و تیم ملی فوتبال کانادا بازی کرده‌است.